# Dronovi (Zvjezdana vrata)
Dronovi ili Kull ratnici su izmišljena vrsta iz američke TV serije Zvjezdana vrata SG-1. Predstavljaju bića uzgojena da bi služila Goa'uldu Anubisu kao njegova osobna vojska. U njihovim tijelima su također ugrađeni simbionti. Međutim, za razliku od drugih simbionata koji posjeduju genetičko znanje, ovi simbionti su stvoreni bez njega. Goa'uldska kraljica koja ih liježe radi u dogovoru s Anubisom i ostavlja simibionte praznih umova, zbog čega su oni vrlo pogodni za manipulaciju od strane Anubisa. Izuzetno su snažni i pokretljivi. Svaki Dron nosi zaštitno odijelo, koje je otporno na ljudsko i goa'uldsko oružje. Naime ono je stvoreno da odbija svu energiju udara. Jedini način da ih se ubije je uz pomoć oružja koje je stvoreno na osnovu znanja Drevnih.